# Ginnasio

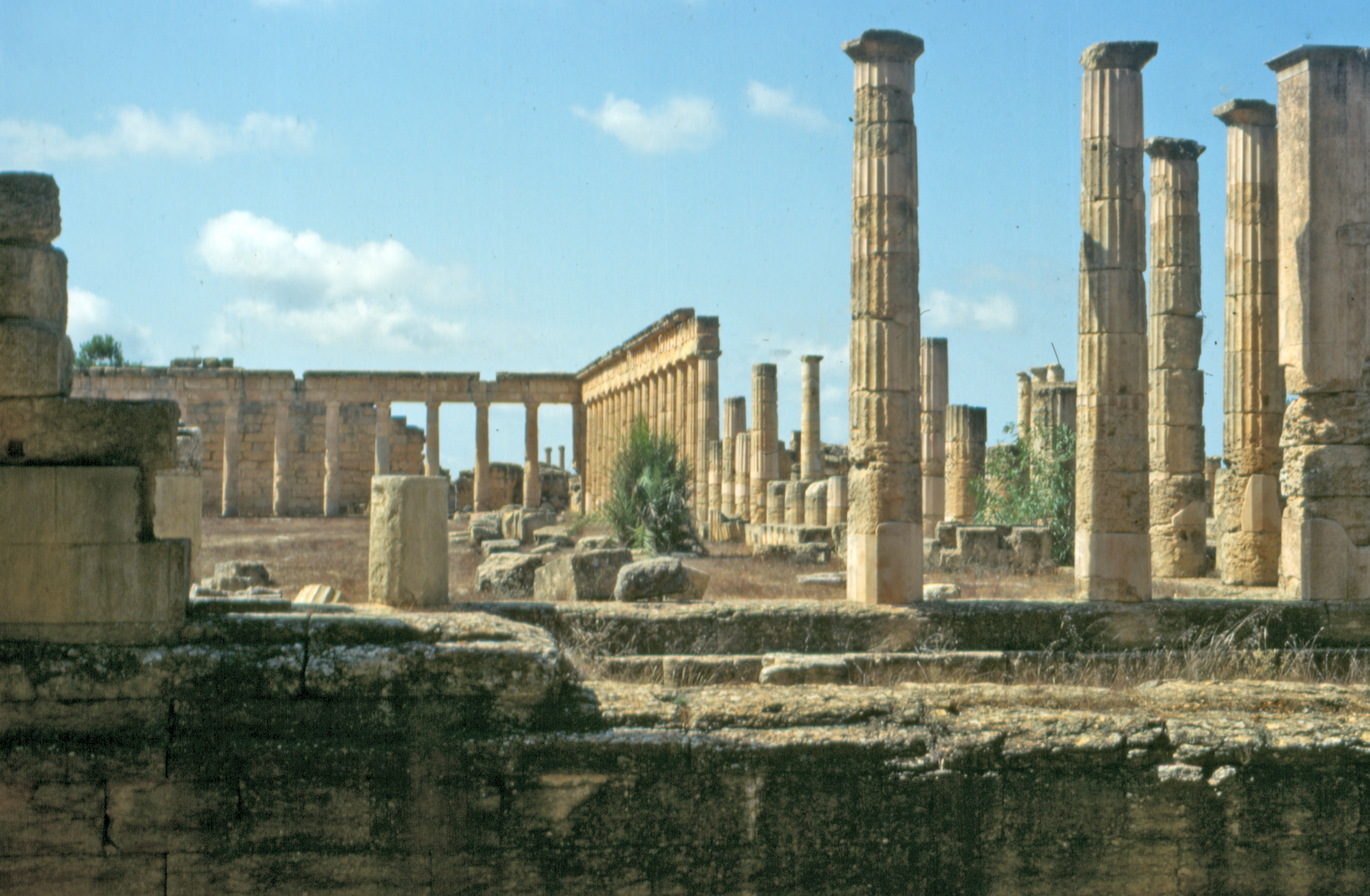
Libia, Cirene (sito archeologico), Ginnasio

Il ginnasio (voce dotta dal latino gymnasium, a sua volta dal greco antico γυμνάσιον, da γυμνός, 'nudo') era il luogo dove i giovani praticavano esercizi atletici. Era sinonimo del cretese δρόμος, 'luogo dove si corre'.

## Il ginnasio della Grecia antica

### Funzione e organizzazione
Nell'antica Grecia era il luogo dove i giovani si allenavano per le gare atletiche e si esercitavano nudi nei giochi ginnici. 
Divenne, con il passare del tempo, anche un luogo per il ritrovo e l'educazione.
In esso si potevano tenere conferenze, lezioni, banchetti e anche rappresentazioni teatrali.
Nell'età ellenistica il ginnasio costituisce il centro dell'educazione dei ragazzi dai dodici ai diciotto anni. Per quanto riguarda l'istruzione primaria, il mondo ellenico antico mostra un panorama molto variegato: ad Atene sembra che il compito di istruire i bambini sui primi rudimenti della lettura e della scrittura ricadesse sulla famiglia, alcune sporadiche testimonianze attestano, però, l'esistenza di scuole anche per questa fascia di età, ad esempio in Beozia e nella Ionia. Sembra quindi che ogni polis si regolasse a modo proprio. 
Nell'età ellenistica le fonti letterarie e archeologiche disegnano, invece, un quadro piuttosto omogeneo e il ginnasio diventa la sede principale dell'istruzione sia letteraria, sia fisica dei ragazzi.
Le testimonianze principali sono fornite dalle epigrafi, secondo le quali i ragazzi erano distribuiti in due cicli di studi, secondo l'età:
- i paides, "ragazzi", dai dodici ai quindici anni;
- i neaniskoi o neaniai, "giovani", dai sedici ai diciotto.

Dopo i diciotto anni i ragazzi acquistano i pieni diritti di cittadinanza e intraprendono l'istruzione militare come efebi.
A Pergamo questa distinzione è confermata dalla presenza di tre ginnasi, uno per i paides, uno per i neoi e uno per gli efebi.
Nella maggior parte dei casi all'istruzione dei paides sovrintende un pedotribo, a quella dei neoi un ginnasiarca, mentre a un magistrato superiore, il pedonomo, compete il controllo di tutto il sistema educativo. I maestri possono essere coadiuvati da altri insegnanti, quali il maestro di musica, di tiro con l'arco o con il giavellotto, e da uno o più grammatodidaskaloi, esperti di grammatica. Al ginnasiarca spetta la guida del ginnasio, che spesso è regolamentato da una legge emanata dall'assemblea popolare della polis, detta legge ginnasiarchica, finalizzata a regolamentare le procedure di assunzione dei maestri, l'organizzazione e la tipologia degli studi, l'amministrazione del luogo. 
Talvolta il ginnasio tende a rivendicare la propria autonomia, anche a scapito della volontà di controllo della polis, insistendo a scegliersi da solo il ginnasiarca od opponendosi all'applicazione della legge ginnasiarchica. In alcuni casi il ginnasio, quale luogo di aggregazione della gioventù, si è trasformato in nucleo di rivolta sociale, come avvenne a Creta, nella città di Lyttos, devastata per diversi giorni, verso la fine del III secolo a.C., dalla ribellione dei giovani contro i vecchi, nata proprio negli spazi del ginnasio.

### Struttura architettonica
Il ginnasio era un edificio tipico della cultura ellenistica, la cui presenza era fondamentale per attribuire a una borgata il "titolo" di polis. Significativa in questo senso è l'esitazione di Pausania, nel suo racconto di viaggio, a chiamare polis una cittadina che incontra sul suo cammino e che descrive priva di edifici amministrativi, fontane e ginnasio.
Il ginnasio in epoca ellenistica era dunque molto diffuso nella maggioranza dei territori conquistati da Alessandro Magno, tanto che si trovano i resti di questi edifici tanto in Grecia quanto fino in Afghanistan. Vi erano però alcune eccezioni, territori dove questo tipo di edificio non ebbe mai molto successo, se non addirittura fu apertamente osteggiato, questo per lo più a causa dei costumi dei popoli preesistenti all'arrivo delle armate macedoni. Un caso esemplare in questo senso è la Giudea, dove i ginnasi furono apertamente osteggiati in quanto ritenuti immorali rispetto ai costumi ebraici.
Anche a livello architettonico si può dire che il ginnasio è un edificio strettamente greco-ellenistico che soprattutto non ebbe seguito nel mondo romano. Vitruvio infatti nel suo trattato ce ne parla in modo riassuntivo, premettendo che si tratta di un edificio caratteristico del mondo greco, che mai si è diffuso, almeno non largamente, nel mondo latino, cosa che può essere spiegata in vari modi, probabilmente però principalmente il ginnasio non ebbe generalmente mai successo tra i Romani a causa di un senso del pudore più marcato che presso i Greci.

Vitruvio parla di un edificio diviso in due parti: una parte, la principale, è la palestra, o ginnasio, lo spazio cioè dove ci si allenava nella lotta, nel combattimento, ma dove anche ci si riuniva per discutere, tenere delle conferenze, parlare di filosofia (da notare spesso le scuole o le correnti di pensiero di grandi filosofi prendono nome proprio da dei particolari ginnasi, esempio è l'accademia di Platone, che trae il suo nome proprio da un ginnasio dedicato ad Academo, ad Atene). La seconda parte invece sono le piste per la corsa (drômoi) che, quando erano presenti (non erano infatti un elemento fondamentale, seppur molto diffuso), potevano presentarsi sotto diverse forme.
L'insieme di queste due parti, e non solo la parte principale, era detto ginnasio.
La palestra in senso stretto era di regola formata da una corte a peristilio al cui centro vi era la terra battuta su cui ci si allenava, e sotto i cui colonnati si aprivano stanze dai molteplici usi. Le epigrafi di dedica trovati sulle colonne, spesso per celebrare dei ginnasiarchi (magistrati addetti alla gestione del ginnasio), le iscrizioni di contabilità (come per esempio a Delo dove il ginnasio, situato sull'altro lato dell'isola rispetto alla città, è descritto in dettaglio) nonché i resti archeologici ci danno qualche indizio sulla funzione di alcune di queste stanze. Vi era spesso un deposito per l'olio per ungersi, una sorta di spogliatoio dove depositare gli abiti, magazzini di vario tipo e una stanza in cui raccogliersi per discutere o tenere lezioni.

Dagli inventari inoltre scopriamo che spesso erano presenti offerte dei cittadini e non potevano mancare le statue delle due divinità protettrici del ginnasio: Ermes, che essendo il messaggero dai piedi alati è protettore in particolare dei corridori, ed Eracle, protettore degli altri atleti.
Abbiamo invece meno dettagli sulle piste per la corsa, infatti non essendoci stanze o locali, non vi era nulla da inventariare che potesse comparire nelle iscrizioni, e allo stesso modo, trattandosi per lo più di tracciati in terra battuta, i resti archeologici sono piuttosto scarsi. Inoltre anche la descrizione che ne dà Vitruvio è piuttosto confusa e di difficile interpretazione. Quello che si può dire è che spesso erano presenti due tipi di piste, una formata da una semplice pista di terra battuta, l'altra protetta da un portico a colonnata. La loro lunghezza era di solito di uno stadio.
Benché ad alcuni ginnasi si trovi associato uno stadio vero e proprio, questa non è tuttavia una caratteristica tipica e anzi gli archeologi tendono a vedere in questa associazione l'unione e la sovrapposizione di due costruzioni di epoca diversa: spesso la palestra venne costruita prima dello stadio.